# 中国科学院武汉分院
中国科学院武汉分院是中国科学院的派出机构，负责联络和协调中国科学院在湖北省的科研单位，正式成立于1958年7月。

## 历史沿革
1956年，筹备处成立。1958年1月19日，筹委会成立。
1961年，与广州分院合并成立中国科学院中南分院，武汉分院调整为中国科学院中南分院武汉办事处。1970年，武汉办事处撤销。
1978年，恢复中国科学院武汉分院建制。

## 研究单位
- 中国科学院武汉岩土力学研究所
- 中国科学院武汉物理与数学研究所
- 中国科学院武汉病毒研究所
- 中国科学院测量与地球物理研究所
- 中国科学院水生生物研究所
- 中国科学院武汉植物园
- 中国科学院武汉文献情报中心
- 水利部中国科学院水库渔业研究所

## 历任院长
- 李达
- 伍献文
- 钱保功
- 陈宏溪
- 许厚泽
- 叶朝辉